# Dolla
Roderick Anthony Burton II, mer känd under artistnamnet Dolla, född 25 november 1987 i Chicago, Illinois, död 18 maj 2009 i Los Angeles, Kalifornien, var en amerikansk fotomodell och rappare.
Burton började sin musikkarriär 2000 med rapgruppen Da Razkalz Cru under artistnamnet Bucklyte. Gruppen upplöstes snabbt. Burton började då att jobba som modell för klädlinjen Sean John. Under 2007 skrev han på för Akons skivbolag Konvict Muzik och började använda artistnamnet Dolla. Dolla släppte tre singlar mellan 2007 och 2009. En av dem, "Who the Fuck is That?" (med T-Pain), kom in på Billboard Hot 100.
Den 18 maj 2009 sköts Dolla till döds i köpcentret Beverly Center i Los Angeles. Aubrey Berry greps senare för mordförsök men friades från alla anklagelser. Ingen annan misstänkt har identifierats och brottet är fortfarande olöst.

## Diskografi

### Mixtapes
- 2008 – Another Day Another Dolla
- 2008 – Sextapes: The Art of Seduction
- 2010 – The Miseducation of Dolla (postumt)
- 2013 – The Greatest Hits of Dolla (postumt)

### Singlar
| År   | Titel                                             | Listplaceringar | Listplaceringar | Listplaceringar | Album       |
| År   | Titel                                             | U.S.            | U.S. R&B        | U.S. Rap        | Album       |
| ---- | ------------------------------------------------- | --------------- | --------------- | --------------- | ----------- |
| 2007 | "Who the Fuck Is That?" (feat. T-Pain & Tay Dizm) | 82              | 42              | 21              | Inget album |
| 2008 | "I'm Fucked Up"                                   | —               | —               | —               | Inget album |
| 2008 | "Make a Toast" (feat. Lil Wayne)                  | —               | 125             | —               | Inget album |